# Westfaliska kretsen

Westfaliska kretsens utbredning vid 1500-talets mitt.

Westfaliska kretsen, också Nederrhensk-westfaliska kretsen, en av de 10 rikskretsarna i Tysk-romerska riket, upprättad 1512. Denna rikskrets omfattade landet mellan Nordsjön, Weser och nedre Rhen till Lahn i söder (med undantag av kölnska hertigdömet Westfalen), samt på vänstra Rhenstranden en landsträcka fram till franska gränsen. Namnet byggde på den historiska regionen Westfalen, som var en av de tre indelningarna av det historiska hertigdömet Sachsen (Gamla Sachsen).
Arealen uppgick till 57 430 km². Kretsen omfattade 1792 bland annat biskopsstiften Münster, Paderborn, Osnabrück och Lüttich (urspr. även Utrecht), hertigdömena Kleve, Geldern, Jülich, Berg och Oldenburg, furstendömena Minden, Verden, Ostfriesland, Mörs, Siegen, Wied, Sayn, Schaumburg, Lippe, amten Thedinghausen och Wildeshausen, grevskapen Hoya, Mark och Ravensberg, riksstäderna Köln, Aachen och Dortmund, sammanlagt 87 territorier, med en befolkning av 2,9 miljoner.
Kretsdagar plägade hållas i Köln. Direktorer för kretsen var växelvis biskopen av Münster och hertigen av Jülich-Kleve, vars plats under 1600-talet intogs av kurfurstarna av Brandenburg och Pfalz. I Lunévillefreden 1801 förlorade kretsen sina västrenska områdesdelar till Frankrike, och 1806 upphävdes kretsförfattningen.